# David Bennhage
David Tobias Bennhage, född 28 december 1982, är en svensk fotbollsspelare. Bennhage började sin fotbollskarriär som målvakt, men har största delen av sin karriär spelat som anfallare och yttermittfältare. Han har spelat totalt över 100 matcher i Superettan för Ängelholms FF och Ljungskile SK.

## Karriär

### Tidig karriär
Bennhages moderklubb är Trollhättans FK. Han debuterade som målvakt i A-laget 1997, endast 15 år gammal. Därefter flyttade han till Halmstad för studier och började samtidigt spela i IF Leikin. Under tiden i Leikin blev han omskolad från målvakt till utespelare, och spelade som yttermittfältare samt anfallare. Inför säsongen 2006 gick Bennhage till IK Oddevold, där han spelade 20 matcher och gjorde tre mål.

### Ängelholms FF
Inför säsongen 2007 flyttade han till Helsingborg och värvades av Ängelholms FF. Den 2 juni 2007 debuterade Bennhage i Division 1 Södra i en 3–1-vinst över Skövde AIK, där han blev inbytt med 10 minuter kvar av matchen och gjorde två mål. Inför säsongen 2008 förlängde han sitt kontrakt med klubben. Den 30 juni 2008 fick Bennhage spela sin första match från start i Superettan; en 3–0-vinst över Jönköpings Södra IF, där han gjorde matchens första mål. I september 2008 förlängde Bennhages kontrakt med tre år. Bennhage spelade totalt 22 matcher säsongen 2008, varav hälften som startspelare samt gjorde fyra mål.
Säsongen 2009 spelade Bennhage samtliga 30 matcher i Superettan och gjorde fem mål. Säsongen 2010 startade på ett bra sätt för Bennhage som den 9 april 2010 gjorde två mål under förlängningen mot FC Rosengård i Svenska cupen. Därefter gjorde Bennhage ytterligare ett mål i premiärmatchen av Superettan 2010 mot Hammarby IF, där han gjorde matchens sista mål i en 3–2-vinst för Ängelholm. Det blev inga fler ligamål för Bennhage under säsongen 2010, då han totalt spelade 29 matcher varav 21 från start. Inför säsongen 2011 blev Bennhage omskolad till ytterback. Det var en bra säsong för Ängelholm som slutade trea och fick kvala till Allsvenskan. I första kvalmatchen mot Syrianska FC vann ÄFF med 2–1, men den andra kvalmatchen förlorade de med 3–1, där Bennhage oturligt nog råkade göra självmål på övertid. Totalt spelade han 26 seriematcher under säsongen 2011.

### Ljungskile SK
Inför säsongen 2012 gick Bennhage till Ljungskile SK,. där han skrev på ett tvåårskontrakt. Bennhage spelade 28 matcher under säsongen 2012, främst som högerback. Den 16 mars 2013 skadade Bennhage höften i en match mot IK Sirius i Svenska cupen. Skadan var så pass allvarlig att han missade resten av säsongen.

### FC Trollhättan och Vänersborgs IF
I december 2013 värvades Bennhage av FC Trollhättan, där han skrev på ett tvåårskontrakt. Under säsongen 2014 spelade Bennhage 19 matcher och gjorde 10 mål. Säsongen 2015 gjorde han åtta mål på 22 seriematcher.
Inför säsongen 2016 gick Bennhage till division 3-klubben Vänersborgs IF. Han gjorde 19 mål under säsongen och vann skytteligan i Division 3 Nordvästra Götaland. Vänersborg slutade tvåa i serien och fick kvala till Division 2. I kvalet mot Lidköpings FK gjorde Bennhage ytterligare ett mål och Vänersborg blev uppflyttade efter sammanlagt 2–2 efter två matcher, enligt bortamålsregeln.